# Трителлурид диродия
Трителлурид диродия — бинарное неорганическое соединение
родия и теллура
с формулой Rh2Te3,
кристаллы.

## Получение
- Нагревание стехиометрических количеств чистых веществ:

{\displaystyle {\mathsf {2Rh+3Te\ {\xrightarrow {986^{o}C}}\ Rh_{2}Te_{3}}}}

## Физические свойства
Трителлурид диродия образует кристаллы
ромбической сингонии,
пространственная группа C mcm,
параметры ячейки a = 0,7694 нм, b = 1,2446 нм, c = 0,3697 нм, Z = 4
.
Соединение образуется по перитектоидной реакции при температуре 986°С .